# 黄興
黄 興（こう こう、1874年 - 1916年）は、清末民初の中国人革命家。革命派の秘密結社・華興会のリーダー。孫文とともに「民国革命の双璧」と称され、あるいはまた、孫文・黄興・章炳麟の3人を称して「革命三尊」と呼ぶことがある。本名は「軫（しん）」であったが、革命運動に身を投じてからは「興」を名乗った。字は克強。
なお、「李有慶」、「張守正」、「岡本義一」、「今村長蔵」、「八指将軍」などの別名（偽名）がある。

## 生涯

### 生い立ち
湖南省長沙府善化県の名門（地主階級）出身。二男三女の末子として1874年（同治13年）に生まれた。実母は彼が8歳のときに没している。継母の易自如は長沙の女学校の学監を務めた知識人で、黄興らきょうだいの基礎的な教育はこの継母より授けられた。父の黄筱村は、科挙第一段階の合格者である「秀才」となっており、家塾の講師を務めたり、村長を務めたこともあった。
1892年、18歳で最初の妻の廖淡如と結婚した。1893年、秀才に合格した。やがて、湖広総督の張之洞が武昌に創設した両湖書院に学び、こののち、民族主義を唱道して革命を志すようになった。ただし、当時の彼の日記には詩・詞が多く、政治的な思想信条にふれたものはまったくなかった。また、たいへんな読書家であり、読了した書籍はすべて継母に送っていたという。1899年、唐才常が漢口に挙兵を計画したときに、これに呼応する同志を募ったが失敗し、黄興は湖南から逃亡した。

### 日本留学と華興会
1902年、黄興は湖北省の留学生として渡日し、5月、東京の弘文学院師範科に入学した。文章家であった彼は、留学生の雑誌や啓蒙出版にたずさわり、また、日本の教育行政法の翻訳なども手がけた。
当時の中国人の多くは、北清事変後も満洲に進駐しつづけるロシア帝国軍に対して反感を募らせており、また、これは日露間でも問題が深刻化していることから、中国人留学生たちは義勇団体・拒俄団（「俄」はロシアの意）を組織した。1903年4月29日、東京神田の錦輝館で拒俄大会が開かれ、約500名の中国人留学生にこれに参加した。ただちに義勇軍が組織され、黄興も130名余の志願者の列に加わったが、神田警察署の要望で「拒俄義勇軍」の名は穏やかならずとして「軍国民教育会」の名に改称された。そして、中国人のなかには外国でいたずらに声をあげるよりも、むしろ郷里にもどって革命運動に身を投じるべきであるとする反省がなされて「帰郷実践運動」がおこった。黄興は、この運動のさきがけとして1903年6月、上海・武漢を経由して郷里の長沙に帰った。帰郷の途中、母校の両湖書院に立ち寄ってスピーチをおこない、鄒容の著した『革命軍』というパンフレットを配布した。長沙では明徳学堂の教員となって子弟の教育にあたり、革命思想を鼓吹した。
1903年11月（12月説もあり）、湖南において宋教仁・陳天華・劉揆一らと秘密結社の華興会の準備会を開き、1904年3月には華興会が成立して、その総理となった。ここでは章炳麟・陳天華・劉揆一・宋教仁などと交わって革命の実行計画を進めた。
西太后の誕生日である旧暦の10月10日（1904年11月16日）、湖南の文官・武官は奉賀のために長沙の皇殿に集まることとなっていた。華興会の会員は彼らを爆殺して長沙を占領する計画を立てた。蜂起にはまとまった人数が必要であり、武備学堂（士官学校）の学生や新旧各軍の兵士のほかに湖南の任侠団体である哥老会の頭目の馬福益と連絡を取って洞窟のなかで杯をとりあう一方、広西義軍と協力して革命計画実行に邁進した。しかし、これは事前に両湖総督の張之洞に探知され、上海に逃亡した。上海には2カ月前後潜伏したが、そこで広西巡撫の王之春暗殺事件の嫌疑をかけられて逮捕される（ただし、数日後に釈放された）という一件があったため、東京へと亡命した。1904年12月もしくは1905年1月のことである。黄興の革命論は、中国の特殊性に基づいており、フランス革命的な首都革命に代わる各省ごとの自立を主張したものだった。
1905年2月、馬福益は再び武装蜂起を計画した。黄興と劉揆一は、この報を聞いて密かに帰国し､漢陽で小銃43丁と弾薬を調達して馬福益に渡そうとしたが､蜂起は失敗し､やむなく黄興らは商人や官吏に変装しながら日本に再び亡命した。

### 中国同盟会と武装蜂起
黄興と孫文の初めての会見は､宮崎滔天の計らいによるもので、1905年7月下旬のことである。孫文は、7月19日にヨーロッパから横浜に到着し、5日ほど逗留してから東京に向かった。孫文との会見は神楽坂の鳳楽園という中華料理店で行われ、革命派大合同の話題はそこで出たものであった。8月、黄興の華興会は、孫文一派の興中会と章炳麟一派の光復会とともに麹町の富士見楼において孫中山（孫文）歓迎大会を経て、大同団結を遂げ、8月20日、霞ヶ関の坂本金弥代議士邸で中国同盟会の成立会が開かれた。同盟会の総理は、黄興が推挙するというかたちで孫文が就任し、黄興が庶務部長、張継が司法部長、汪兆銘が評議部長となった。なお、庶務部・司法部・評議部は、行政権・司法権・立法権の三権に対応していた。同盟会は、「滅満興漢・民国革命」をスローガンとし、中国革命運動に転機をもたらした。同盟会旗については、黄興と孫文の意見は分かれた。孫文が推す青天白日旗に対し、黄興はそれは日本の模倣となると反対し、「井字旗」を推した。これは、周代の井田法に想を得たもので、これは田を井字形に9等分し，周囲の8区画を8家に与え，中央の1区画を共同耕作地とする土地制度である。
清国政府は日本政府に対し執拗に孫文を追放せよという圧力をかけ、日本政府はこれに抗しきれず、餞別を持たせて日本を退去させることとした。これに対し、黄興は孫文を批判したが、とはいえ、章炳麟がみずから主筆を務める同盟会機関誌「民報」で餞別問題で孫文批判を展開しようとすることには反対した。結果として、1907年3月、孫文が自主的に日本を退去するかたちとなったが、黄興は孫文にしたがった。離日した孫文は東南アジアに赴き、サイゴン（現在のホーチミン市）やシンガポールで分会をつくった。黄興もまた東南アジアを遊説し、党勢拡張と党員指導にあたり、南洋華僑より資金を募集するとともに地下活動に着手した。1906年には、香港から桂林に入り、春には広西分会をつくっている。1907年、広東省欽州・廉州・潮州で挙兵、12月にはベトナム（当時はフランス領インドシナ）国境に近い広西省鎮南関で挙兵したが、いずれも失敗に終わっている。鎮南関占領には成功したものの、そこに武器・弾薬はなく、黄興・孫文ともにおおいに失望している。1908年4月には雲南省河口で蜂起があったが、シンガポールにいた孫文は胡漢民を派遣したものの烏合の衆であることが判明し、黄興を派遣した。黄興はハノイにいた鎮南関のときの同志200名を差し向けようとしたが、フランス官憲に逮捕され、ハノイの華僑の尽力によりようやく釈放された。
ことごとく挙兵が失敗した黄興は東南アジアへ逃亡した後に日本へ渡り、上述の同盟会機関紙「民報」編集所（新宿区新小川町）に潜伏して機を伺った。

### 黄花崗起義と辛亥革命
1910年10月、孫文は英領マラヤのペナン島（現在のマレーシア）に黄興・胡漢民・趙声らを集め、次の蜂起の指示をあたえ、新軍のみにたよらず、500名規模の党員で蜂起し、その勢いで新軍を引き寄せ、広州を占領したのちは趙声は江西省、黄興は湖南省方面に進軍すべきことを伝えた。1911年4月23日、同盟会組織の第三次広州起義では、趙声が総指揮、黄興が副総指揮となった。当初、十路から広州を攻めることになっていたが、四路からの攻撃に計画が縮小された。しかし、二路は武器購入の間に城門を閉められるという失策を犯し、四路は計画変更を時期の変更と誤解し、三路の陳炯明は動かず、結局動いたのは一路の黄興のみであった。趙声と黄興の2人は自ら先頭に立ち両広総督衙門を突破したが、両広総督の張鳴岐は既に脱出していた。その後、清軍の反撃によって市街戦となり計画は失敗、いわゆる黄花崗七十二烈士の犠牲を出した（黄花崗起義）。黄興は右手を負傷し、指を2つ失っていた。広州へ脱出し、河南省の女性革命家の徐宗漢の家にかくまわれ、傷の手当を受けた。徐宗漢は香港の医療施設へ黄興を運び込み、そこで外科手術に必要な身内のサインを求められた際、彼女は黄興の妻としてサインしている。この蜂起は同盟会成立後最大のもので、華僑と日本留学生を中核としたものであった。
ところが、同じ年に武昌起義が勃発したので、黄興は長江をさかのぼって武漢に到着し軍を指導して、革命成就のきっかけをつくった。まもなく清軍が漢陽を奪回すると上海に下って、革命軍に推されて大元帥となったが、その後、元帥の地位は黎元洪に譲り、みずからは副元帥となった。辛亥革命が成功し、南京に臨時政府が組織されると、陸軍総長兼参謀長に就任し、もっぱら軍事を掌握した。

### 民国成立後
1912年（民国元年）に宣統帝が退位し南北統一政府が組織される際、袁世凱より軍部の要職に就くよう懇請されたが辞して、南京留守役として江南の各軍を統括していた。孫文と袁世凱の妥協については、黄興はこれを支持する立場をとった。国民党を率いて内閣の首班となる予定だった盟友の宋教仁が袁世凱の配下に暗殺された際にも、孫文が討袁の軍を挙げようとするのに対し、黄興は最後まで法律的な解決を望んだ。しかし、袁世凱政府が無謀な外国借款を繰り返すのには反対し、国民捐募集を唱道している。
1913年3月から始まった第二革命には、孫文に呼応して南京に拠り討袁軍を起こした。同年7月12日、李烈鈞が江西省にて蜂起し、つづいて江蘇省で黄興、上海で陳其美、広東省で陳炯明、安徽省で柏文蔚、四川省で熊克武、福建省で許崇智、湖南省で譚延闓が蜂起した。李烈鈞が七省討袁聯軍司令となり、黄興は南京で独立を宣言した。しかし、革命軍は袁世凱に敗れ、孫文は台湾に亡命し、黄興は日本に逃れて犬養毅邸にかくまわれた。1914年7月、孫文は日本で国民党を改組して中華革命党を立ち上げたが、黄興はこれには参加しなかった。革命党の誓約に「孫文先生に附従して、再び革命を起こす」とあるのを拒否したためであった。孫文はさかんに黄興を引き留めたが、黄興は党員の絶対服従を求める少数精鋭の秘密結社ではなく、ゆるやかな革命連合戦線の組織を望んだのである。同年8月、黄興らは東京において欧事研究会を結成した。この研究会の名は、欧州情勢の重大さ（すなわち第一次世界大戦）について、集合して討論することを目的としたことから付けられた。欧事研究会の結成で中心となったのは、黄興とかねてから親しかった李根源と章士釗であった。このほか発起人には、彭允彝・殷汝驪・冷遹・林虎・程潜などが名を列ねた。会員は100名余りを数え、これ以後も護法運動で活躍したり、国民政府に参加したりする著名な人士が参与している。黄興はこののち、アメリカ合衆国に移り、資金調達に奔走した。
1915年に袁世凱が皇帝を称し第三革命が始まると日本に赴き、1916年6月22日に上海に帰った。当時は孫文一派と感情的に衝突していたが、次第に融和し、護国軍や旧国会議員と連絡を保ち種々画策するところがあったが、その年の10月31日に病死した。死因は過労による肝臓疾患であった。黄興死去の前の日、孫文が見舞に訪れている。

## 人物像
「体貌魁偉」と評され、拳法の習得に熱心であった。その誠実な人柄と侠の精神は多くの人から愛された。また、他者との溝をすぐに埋めてしまうような包容力の持ち主であり、無我にして自己犠牲の精神に富んでいた。